# Viou (Burkina Faso)
Pour les articles homonymes, voir Viou (homonymie).
Viou est une localité située dans le département de Komki-Ipala de la province du Kadiogo dans la région Centre au Burkina Faso.

## Géographie
Viou est limité à l'est par le village de Koudiéré et Yaoghin, à l'ouest par le village de Tintilou, au nord par Tintilou et la route nationale 1 et au sud par Tintilou et Komki-Ipala.

## Démographie
Le village compte, selon le Recensement général de la population du Burkina Faso de 2006, 742 habitants dont trois-cent quatre-vingt-dix-sept femmes (53,5 %), répartis dans cent-treize ménages.
Les habitants portent les noms de famille Nikiema et Ilboudo.